# إدوارد كلاين
إدوارد كلاين (بالإنجليزية: Edward Klein)‏‏ (1937 في يونكيرس - ) كاتب سير، وصحفي من الولايات المتحدة. وهو محرر سابق في نيويورك تايمز (1977–1987).

## مؤلفاته
له عدة المؤلفات مثل:
- هوية أوباما (2010).
- الحقيقة وراء هيلاري (2005)
- كتاب لو خسرت إسرائيل الحرب (1969) بالاشتراك مع روبرت ليتيل.